# Brunhuvad spindelapa
Brunhuvad spindelapa (Ateles fusciceps) är en art av spindelapa. Den lever i nordvästra Sydamerika, i Ecuador, Colombia, och Panama.  Arten delas in i två underarter, A f fusciceps och A f rufiventris som förekommer i Ecuador respektive Colombia/Panama. Det är inte helt självklart att A fusciceps inte själv är en underart till Ateles geoffroyi. Arten är utrotningshotad, eftersom population har minskat 80% under de senaste 45 åren på grund av habitatförlust och jakt.

## Beskrivning
Den brunhuvade spindelapan har en päls som är helt svart över hela kroppen utom huvudet, där den har en brun "mössa" upptill (därav det svenska namnet) och vita mustascher och polisonger i ansiktet.   Den kan vara 37-72 cm lång. Gripsvansen kan vara upp till 81 cm lång. De förflyttar sig främst genom att svinga sig från gren till gren, hängande i armarna, mera sällan springande på alla fyra ovanpå grenarna.  Vikten är strax under 9 kg. Hjärnan väger 114,7 gram. Hannar och honor har likadan utseende.

## Ekologi
Underarten A f fusciceps lever i fuktiga tropiska och subtropiska skogar upp till 1 700 meter över havet, medan A f rufiventris även påträffas i torra skogar och på högre höjder i molnskogar. De brunhuvade spindelaporna tillbringar liksom andra spindelapor det mesta av sin tid högt uppe i trädkronorna, mer än 30 meter över marken, och förflyttar sig genom att svinga sig i armarna.  Dieten utgörs till allra största delen av mogna mjuka frukter, även om de också äter en del blommor och späda skott. Genom att äta hela frukter får de stor betydelse som fröspridare.
De lever i flockar med omkring 20 individer, som delar upp sig i smågrupper på 2-5 individer när de är aktiva. Bara hannar har höga läten som kan höras över 500 meter avstånd. Det är till exempel varningsrop eller skrik som säkerställer att en delat flock återförenas. Dessutom finns olika ansiktsuttryck för kommunikationen. Det sociala bandet stärks genom ömsesidig pälsvård.
Normalt föds en unge i taget efter en dräktighet på 227 dagar.  Normal födelsevikt är 400 gram. I början är ungens ansikte och öron rosa. Ungdjuret gör efter cirka 10 veckor sina första självständiga utflykter och efter ungefär 16 veckor är ungen oberoende av modern. Könsmognaden infaller efter cirka fyra år och livslängden är ungefär 24 år.